# Skogsinspektor
Skogsinspektor är en tjänsteman anställd av en skogsägareförening. En skogsinspektor ansvarar för virkesköp, avverknings- och skogsvårdsuppdrag samt rådgivning till skogsägareföreningens medlemmar. Till arbetsuppgifterna kan även höra upprättande av skogsbruksplaner. Skogsinspektorer är oftast skogsmästare eller skogstekniker.